# Kara Mazra’a
Kara Mazra’a (arab. قره مزرعة) – wieś w Syrii, w muhafazie Aleppo. W 2004 roku liczyła 318 mieszkańców.